# Hans-Joachim Schweitzer

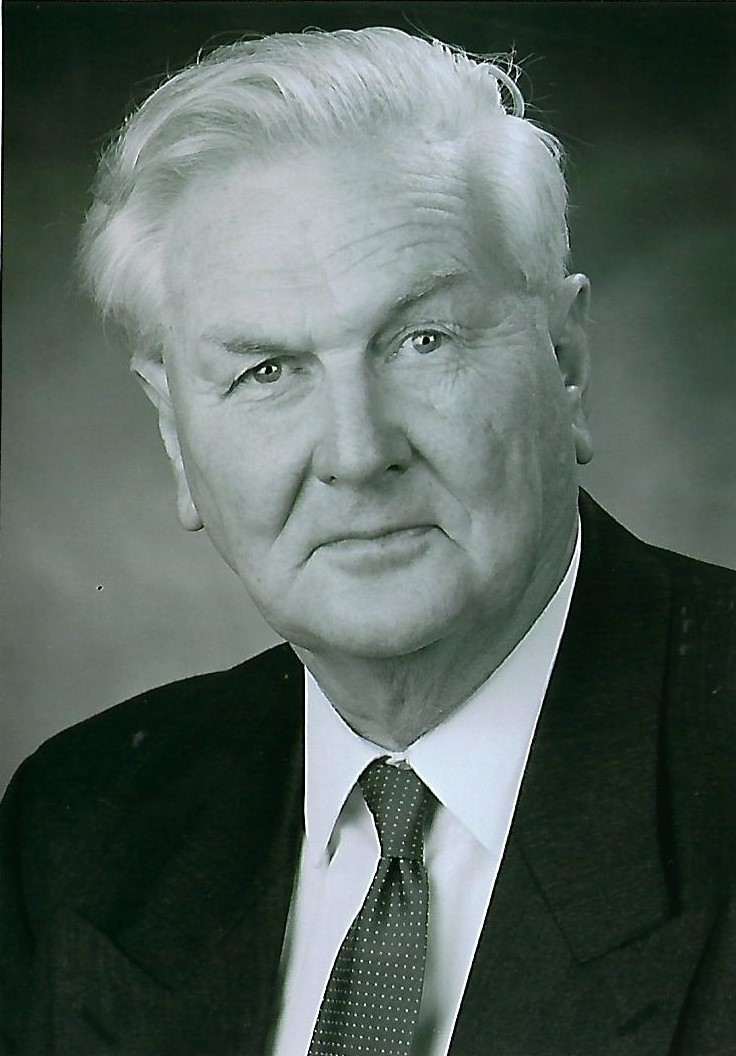
Hans-Joachim Schweitzer

Hans-Joachim Schweitzer (* 7. Februar 1928 in Kassel; † 20. Juli 2007 in Bonn) war ein deutscher Apotheker, Paläobotaniker und Hochschullehrer.

## Leben
Vom Vater, einem Bankangestellten, angeregt, begann Schweitzer im Alter von sieben Jahren Schmetterlinge und Pflanzen zu sammeln. Die Familie stand gegen den Nationalsozialismus. Noch ohne Schulabschluss, wurde Schweitzer 1943 als 15-jähriger Flakhelfer eingezogen. Er machte den Segelflugschein und bestand die Eignungsprüfung für Heeresoffiziere der Wehrmacht. 1945 nahm er an den letzten Kämpfen um die Festung Harz gegen die United States Army teil. Um der Kriegsgefangenschaft zu entgehen, schlug er sich zu Fuß nach Kassel durch. Das Elternhaus und sein Herbarium waren zerbombt. Gleich nach Kriegsende verdingte er sich als Bauarbeiter. Er ging wieder zur Schule und machte das Abitur.

### Apotheker in Hessen
Nach einer zweijährigen Lehre wurde er 1949 Hilfsapotheker in einem Vorort von Kassel. Ab 1950 studierte er Pharmazie an der Philipps-Universität Marburg und der Johann-Wolfgang-Goethe-Universität Frankfurt am Main. Seit 1951 war er Mitglied des Corps Rhenania Straßburg. Nach dem Staatsexamen und dem Anerkennungsjahr wurde er 1954 als Apotheker approbiert. Schon in den Apothekerjahren hatte er mit dem Studium der Botanik, Chemie und Physik begonnen. Botanische Studien führten ihn an den Niederrhein und in die Eifel. Er publizierte zu Taxonomie und Morphologie heutiger Pflanzen und übernahm die Farnsammlung des Senckenberg Naturmuseums. Dort lernte er Richard Kräusel (1890–1966) kennen. Der international angesehene Paläobotaniker wurde Schweitzers Doktorvater. 1956 wurde er in Frankfurt zum Dr. phil. nat. promoviert. Mit dem „extrem trockenen“ Thema wollte er seine unruhige Veranlagung zügeln.

### Bonn
Als die deutschen Paläobotaniker einen Lehrstuhl zur Erhaltung des Fachs forderten, signalisierte Roland Brinkmann an der Rheinischen Friedrich-Wilhelms-Universität Bonn Zustimmung. An seinem Institut für Geologie und Paläontologie lehrte der Emeritus Paul William Thomson (1891–1957). Brinkmann folgte Kräusels Empfehlung und bot Schweitzer eine Assistentenstelle an. Für sie schlug Schweitzer ein Angebot der Industrie aus, in der Blutplasmaforschung zu arbeiten. Nach Thomsons plötzlichem Tod betraute Brinkmann den jungen Schweitzer mit den paläobotanischen Belangen des Instituts. Schweitzer habilitierte sich 1962. Seine Hoffnungen auf ein eigenständiges Institut zerschlugen sich bei Brinkmanns Emeritierung, als man sich von der aufkommenden Mikropaläontologie mehr versprach; die Paläobotanik blieb in Bonn aber eine Sektion der Paläontologischen Abteilung, der Schweitzer vorstand. 1966 wurde er Professor und Wissenschaftlicher Rat, was er bis zu seiner Emeritierung 1993 blieb.

### Arktis und Asien

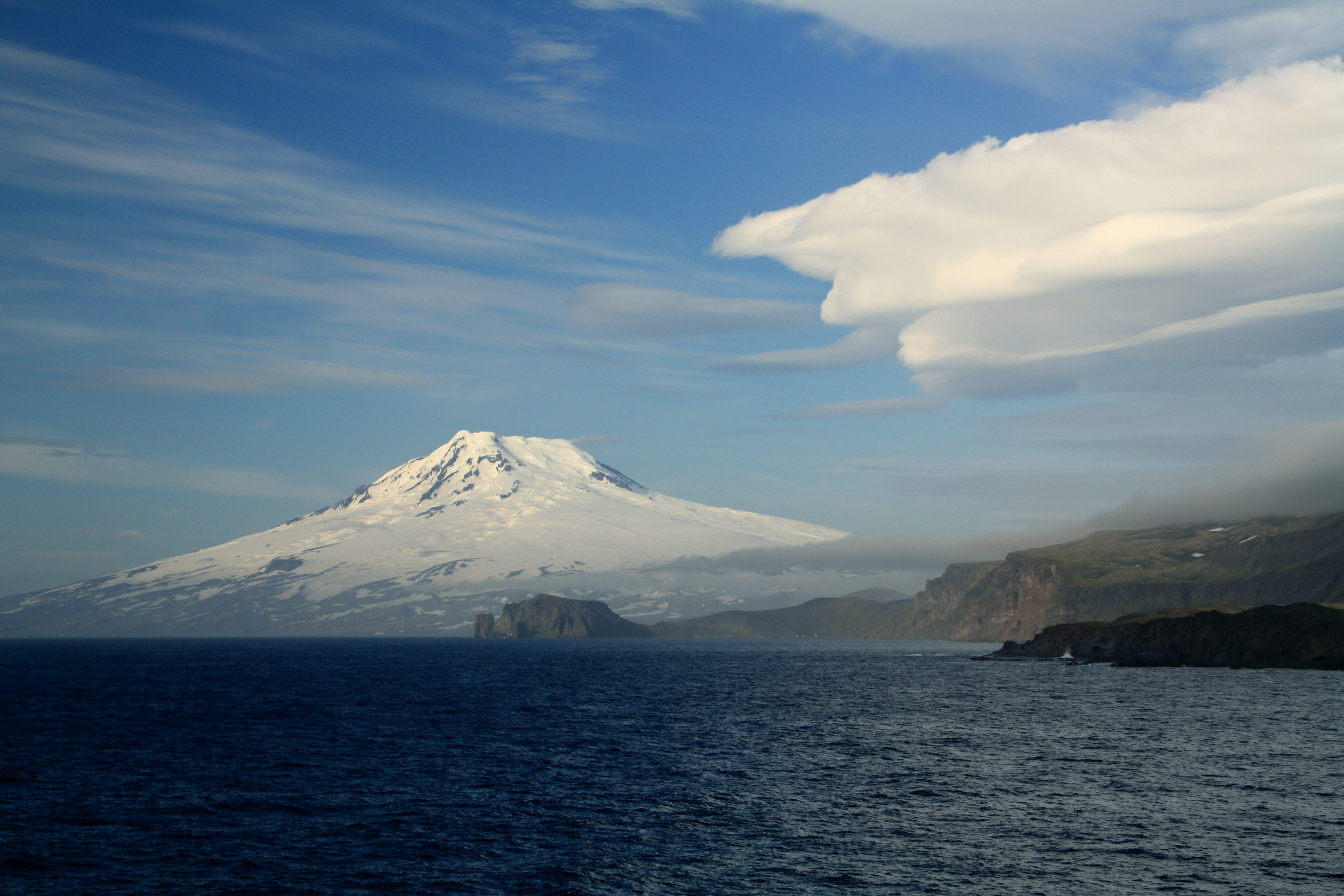
Jan Mayen mit dem Beerenberg

Unterstützt von der Deutschen Forschungsgemeinschaft  unternahm er zwischen 1961 und 1970 sowie 1990 sieben Expeditionen nach Spitzbergen, Jan Mayen und die Bäreninsel. 1971, 1972 und 1975 reiste er nach Persien und Afghanistan, später auch in das nördliche und westliche Polen. Die mitgebrachten Fossilien ließ er von zwei Doktoranden auswerten. Seine Privatsammlung von mehr als 500 Stücken schenkte er 1997 der Paläobotanischen Sammlung am Institut für Spezielle Botanik der Friedrich-Schiller-Universität Jena. Die Schweitzer-Sammlung wurde an das Naturhistorische Reichsmuseum in Stockholm ausgeliehen.

### Sammler, Autor und Familienvater
Von seiner in zehn Jahren zusammengetragenen Sammlung aus dem Rheinischen Braunkohlerevier ging 1970 durch fremdes Unwissen viel verloren. Teile der Frucht- und Samensammlung wurden wiederentdeckt und in das Naturhistorische Reichsmuseum in Stockholm gegeben. Einzelne Herbarbelege befinden sich im Herbarium Senckenbergianum Frankfurt/M.(FR). In 54 Jahren veröffentlichte Schweitzer 95 Arbeiten. Über fast 20 Jahre gab er die Palaeontographica Abteilung B – Palaeophytologie heraus. Sein letztes Buch erschien postum 2008. Seine Frau Doris Schweitzer schenkte ihm fünf Kinder und unterstützte ihn in jeder Hinsicht.

## Schriften
- Die Makroflora des niederrheinischen Zechsteins. Fortschr. Geol. Rheinld. u. Westf. 6 (1960), S. 1–46.
- Die Oberdevon-Flora der Bäreninsel.

1. Pseudobornia ursina Nathorst. In: Palaeontographica. Abt. B 120, 1967, S. 116–137.
2. Lycopodiinae. In: Palaeontographica. Abt. B 126, 1969, S. 101–137.
5. Gesamtübersicht. In: Palaeontographica. Abt. B 274, 2006, S. 1–191.
- Pflanzen erobern das Land. Kleine Senckenberg-Reihe 18 (1990), ISBN 3-924500-59-2.
- Die Devonfloren Spitzbergens. Palaeontographica Abt. B 252 (1999), S. 1–122.